# أمير المومنين (آبجدان)
أمير المومنين (بالفارسية: امیرالمومنین) هي منطقة سكنية تقع في إيران في قسم آبجدان الريفي. يقدر عدد سكانها بـ 186 نسمة .